# Прелиминарный франко-прусский мир (26 февраля 1871)
Прелиминарный франко-прусский мир от 26 февраля 1871 года (фр. Traité préliminaire de paix du 26 février 1871; от лат. prae — перед, до + liminaris прил. от limen — порог: дип. предварительный) — двусторонний договор между Германией и Францией, заключённый за два месяца до Франкфуртского мира от 10 мая 1871 года, окончательно завершившего франко-прусскую войну.
Был подписан в Зеркальной галерее Версальского дворца через месяц после того, как в том же главном зале Версаля на момент оккупации немцами Франции, 18 января 1871 года, прусский канцлер Бисмарк и высокопоставленные представители Северогерманского союза провозгласили Германскую империю, а Вильгельма — германским императором.
Отто Бисмарк подписал прелиминарный договор от лица императора Вильгельма I, и Адольф Тьер, в качестве главы исполнительной власти Французской республики, подписал текст со стороны Франции.
Согласно 7 статье этого предварительного договора, переговоры об окончательном мире должны были вестись в Брюсселе; они и были там начаты, но прерваны и затем возобновлены во Франкфурте.